# Quadra (São Paulo)
Pour les articles homonymes, voir Quadra.
Quadra est une municipalité brésilienne de l'État de São Paulo et la Microrégion de Tatuí.